# Homer (Luisiana)
Homer é uma cidade  localizada no estado americano de Luisiana, na Paróquia de Claiborne.

## Demografia
Segundo o censo americano de 2000, a sua população era de 3788 habitantes.
Em 2006, foi estimada uma população de 3510, um decréscimo de 278 (-7.3%).

## Geografia
De acordo com o United States Census Bureau tem uma área de
11,9 km², dos quais 11,9 km² cobertos por terra e 0,0 km² cobertos por água. Homer localiza-se a aproximadamente 86 m acima do nível do mar.

## Localidades na vizinhança
O diagrama seguinte representa as localidades num raio de 28 km ao redor de Homer.